# Петрюк, Василий Демидович
Василий Демидович Петрюк (1922—1991) — подполковник Советской Армии, участник Великой Отечественной войны, Герой Советского Союза (1943).

## Биография
Василий Петрюк родился 1 мая 1922 года в селе Сосница (ныне — город в Черниговской области Украины). После окончания семи классов школы работал трактористом. В 1941 году Петрюк был призван на службу в Рабоче-крестьянскую Красную Армию. С начала Великой Отечественной войны — на её фронтах. К сентябрю 1943 года гвардии старший сержант Василий Петрюк командовал орудием 115-го гвардейского истребительно-противотанкового артиллерийского полка 7-й гвардейской армии Степного фронта. Отличился во время битвы за Днепр.
В ночь с 26 на 27 сентября 1943 года расчёт Петрюка переправился через Днепр в районе села Бородаевка Верхнеднепровского района Днепропетровской области Украинской ССР и принял активное участие в боях за захват и удержание плацдарма на его западном берегу, уничтожив 4 пулемёта, 1 танк и большое количество солдат и офицеров противника. 10 октября 1943 года Петрюк вместе со своими товарищами отразил немецкую контратаку, уничтожив 1 танк и 1 БТР.
Указом Президиума Верховного Совета СССР от 26 октября 1943 года за «образцовое выполнение боевых заданий командования на фронте борьбы с немецкими захватчиками и проявленные при этом мужество и героизм» гвардии старший сержант Василий Петрюк был удостоен высокого звания Героя Советского Союза с вручением ордена Ленина и медали «Золотая Звезда» за номером 1688.
После окончания войны Петрюк продолжил службу в Советской Армии. В 1945 году окончил Томское артиллерийское училище, в 1956 году — Калининградское артиллерийско-миномётное училище, в 1964 году — Московский государственный институт культуры. В 1973 году в звании подполковника Петрюк был уволен в запас. Проживал и работал во Львове. Скончался 5 февраля 1991 года.

## Награды и звания
- Звание Герой Советского Союза. Указ Президиума Верховного Совета СССР от 26 октября 1943 года:
  - орден Ленина,
  - медаль «Золотая Звезда» № 1688.
- Орден Отечественной войны  I степени. Указ Президиума Верховного Совета СССР от 11 марта 1985 года.
- Медаль «За победу над Германией в Великой Отечественной войне 1941—1945 гг.». Указ Президиума Верховного Совета СССР от 9 мая 1945 года.
- Медали СССР[1].